# Берс, Липман
Липман Берс (англ. Lipman Bers; 22 мая 1914, Рига (Российская империя) — 29 октября 1993, США) — американский математик. Известен также своей деятельностью в области прав человека. В 1963—1965 годах занимал пост вице-президента, а в 1975—1977 годах — президента Американского математического общества.

## Биография
Родился в семье Исаака и Берты Вейнберг. Окончил Пражский университет (1938).
С 1940 года жил в США.
С 1964 года профессор Колумбийского университета, член Национальной академии наук США (1964).
Основные труды по математическому анализу и уравнениям с частными производными.
Является создателем теории псевдоаналитических функций, также работал над теорией римановых поверхностей, групп Клейна и пространств Тейхмюллера.
Под его руководством было защищено около 50 диссертаций.

## Работы
- Математические вопросы дозвуковой и околозвуковой газовой динамики = Mathematical aspects of subsonic and transonic gas dynamics. / Перевод с англ. Л. В. Овсянникова. Под ред. А. В. Бицадзе. — М.: Издательство иностранной литературы, 1961. — 208 с. : ил.
- Альфорс Л., Берс Л. Пространства римановых поверхностей и квазиконформные отображения. / Пер. с англ. В. А. Зорича, А. А. Кириллова. Под ред. Б. В. Шабата. — М.: Издательство иностранной литературы, 1961. — 177 с.
- Берс Л., Джон Ф., Шехтер М. «Уравнения с частными производными» (пер. с англ.). М.: Мир, 1966. 352. 670. 84.
- Берс Липман. «Математический анализ» в 2-х томах, перевод с английского. М.: Высшая школа, 1975. 320. 83.